# 라엘리나사우라
라엘리나사우라(Leaellynasaura)는 중생대 백악기 전기(약 1억 2,000만년 전~1억년 전), 오늘날 오스트레일리아지역에 서식했던 2족보행의 소형 초식공룡이다. 조반류-조각아목-힙실로포돈과에 속하는 종이다. 전체 몸 길이는 약 60cm~90cm, 체중은 10kg정도 되었을 것으로 추정된다.